# Thallarcha chrysochoa
Thallarcha chrysochoa là một loài bướm đêm thuộc phân họ Arctiinae, họ Erebidae.